# Bistum Bielsko-Żywiec
Das Bistum Bielsko-Żywiec (lat.: Dioecesis Bielscensis-Zyviecensis, polnisch: Diecezja bielsko-żywiecka) ist ein polnisches Bistum der römisch-katholischen Kirche mit Sitz in Bielsko-Biała (deutsch Bielitz). Es umfasste den größeren, westlichen Teil der ehemaligen Woiwodschaft Bielsko-Biała, jetzt die Powiate Bielski, Cieszyński und Żywiecki in der südlichen Woiwodschaft Schlesien, sowie Powiat Oświęcimski in der Woiwodschaft Kleinpolen.

## Geschichte
Ab dem frühen Mittelalter war der Fluss Biała (Weichsel) (deutsch Bialka) zwischen den Städten Bielsko und Biała die Grenze zwischen den Bistümern Breslau und Krakau.
Papst Johannes Paul II. gründete das Bistum am 25. März 1992 mit der Apostolischen Konstitution Totus tuus Poloniae populus aus Gebietsabtretungen des Erzbistums Kattowitz und des Erzbistums Krakau, dem es auch als Suffragandiözese unterstellt wurde.

## Kritik
Nachdem ein 12-jähriger Junge von Kirchenmitarbeitern vergewaltigt worden war, wurde vom Bistum in der Gerichtsverhandlung gefragt, ob dieser schwul sei und durch die Vergewaltigung befriedigt worden sei. Diese Aussage sorgte für reichlich Kritik.

## Bischöfe von Bielsko-Żywiec
- Tadeusz Rakoczy, 1992–2013
- Roman Pindel, seit 2013

## Dekanate
| - Andrychów (Andrichau) - Bielsko-Biała I (Central) - Bielsko-Biała II (Altbielitz) - Bielsko-Biała III (Ost) - Cieszyn (Teschen) - Czechowice-Dziedzice (Czechowitz-Dziedzitz) - Goleszów (Golleschau) | - Istebna - Jasienica (Heinzendorf) - Jawiszowice - Jeleśnia - Kęty (Kenty) - Łodygowice - Międzybrodzie - Milówka | - Osiek - Oświęcim (Auschwitz) - Radziechowy - Skoczów (Skotschau) - Strumień (Schwarzwasser) - Wilamowice (Wilmesau) - Wisła (Weichsel) - Żywiec (Saybusch) |

## Bistumspatrone
- Maximilian Kolbe 14. August
- Jan Sarkander 30. Mai
- Johannes von Krakau 20. Oktober